# 彼が愛したケーキ職人
『彼が愛したケーキ職人』（かれがあいしたケーキしょくにん、The Cakemaker）は、オフィル・ラウル・グレイザー監督による2017年のイスラエル・ドイツのドラマ映画である。サラ・アドラー、ティム・カルコフ、ゾハール・シュトラウス、ロイ・ミラーらが出演している。
プレミア上映は第52回カルロヴィ・ヴァリ国際映画祭のコンペティション部門で行われ、エキュメニカル審査員賞を獲得した。また2018年度のオフィール賞作品賞を獲得した。第91回アカデミー賞外国語映画賞にイスラエル代表作として出品されている。

## プロット
ベルリンのカフェで働くケーキ職人のトーマス（ティム・カルクオフ）は、イスラエルからの常連客オーレン（ロイ・ミラー）と恋仲になる。オーレンは妻子持ちだったため、しばらくしてエルサレムに戻る。それきり連絡が途絶え、後に彼が死亡したことが判明する。
エルサレムでは、オーレンの妻アナトが休業していたカフェの再開や息子の世話などであわただしくしていた。そこへ、トーマスが客として現れ、後にスタッフとして雇う。

## キャスト
- サラ・アドラー
- ティム・カルコフ（ドイツ語版）
- ゾハール・シュトラウス（英語版）
- ロイ・ミラー
- タミール・ベン・イェフダ

## 評価

### 批評家の反応
レビュー・アグリゲーターのRotten Tomatoesでは42件のレビューに基づいて支持率は100%、平均点は7.6/10となった。Metacriticでは9件のレビューに基づいて加重平均値は74/100となっている。

### 受賞とノミネート
| 賞 / 映画祭                  | 部門                   | 候補                         | 結果       |
| ---------------------------- | ---------------------- | ---------------------------- | ---------- |
| カルロヴィ・ヴァリ国際映画祭 | エキュメニカル審査員賞 | オフィル・ラウル・グレイザー | 受賞       |
| カルロヴィ・ヴァリ国際映画祭 | クリスタルグローブ     | オフィル・ラウル・グレイザー | ノミネート |